# I Wrote a Song
I Wrote A Song – singel brytyjskiej piosenkarki Mae Muller, wydany cyfrowo 9 marca 2023. Wraz z Muller, utwór napisali i skomponowali Karen Poole i Lewis Thompson. Singel reprezentował Wielką Brytanię w 67. Konkursie Piosenki Eurowizji w Liverpoolu

## Tło
Muller napisała utwór wraz z Karen Poole i Lewisem Thompsonem przy produkcji Alfreda Parxa. Został napisany w 2022 roku, gdy Muller przechodziła ciężki okres w swoim życiu i chciała poczuć się wzmocniona w relacjach. Utwór zadebiutował na 3. miejscu w UK Singles Chart, będąc pierwszym utworem reprezentującym kraj w konkursie, który znalazł się w Top 40 tego notowania. 9 marca 2023 brytyjski nadawca publiczny BBC ogłosił, że utwór będzie reprezentował Wielką Brytanię w 67. Konkursie Piosenki Eurowizji organizowanym w Liverpoolu. Tego samego dnia na oficjalnym kanale YouTube konkursu pojawił się teledysk piosenki nagrywany na Litwie.

## Lista utworów
- Digital download i media strumieniowe[8]

1. „I Wrote A Song” – 2:45

- Digital download i media strumieniowe – Video Version[9]

1. „I Wrote A Song (Video Version)” – 3:07

## Odbiór krytyków
Utwór spotkał się z raczej pozytywnymi recenzjami krytyków. Alexis Petridis z The Guardian przyznał mu trzy gwiazdki na pięć, komentując: „jest lepszy niż większość naszych utworów [wysłanych na Konkurs Piosenki Eurowizji] z poprzednich lat, ale nie wyróżnia się w porównaniu z zeszłorocznym utworem „Space Man” Sama Rydera.” Porównał utwór do elektronicznego popu w stylu Duy Lipy, opartego na rytmicznym utworze z przyspieszonym rytmem walca, który jest również tropem europopowym, przypominającym śródziemnomorskie hity, takie jak „Mr Saxobeat”. Pisząc dla Daily Telegraph, James Hall opisał utwór jako „sprytny, bezczelny, precyzyjnie wyposażony banger”, oceniając go na cztery gwiazdki z maksymalnych pięciu. Przypisał utworowi estetykę kamp z klubowymi bitami. Redaktorzy Official Charts Company opisali utwór jako „synth-popowy stomper, w którym Mae kieruje swój gniew z powodu zdrady byłego partnera”. Dodali, że „to najświeższy brytyjski wpis Eurowizyjny od niezliczonych lat, brzmiący jak coś, co faktycznie należy do rotacji radiowej i twoich nowych muzycznych list odtwarzania”.

## Notowania na listach przebojów
| Kraj            | Notowanie (2023)  | Najwyższa pozycja |
| --------------- | ----------------- | ----------------- |
| Wielka Brytania | UK Singles Chart  | 30                |
| Wielka Brytania | UK Download Chart | 3                 |